# Hanna Mariën
Hanna Mariën, belgijska atletinja in tekmovalka v bobu, * 16. maj 1982, Herentals, Belgija.
Nastopila je na poletnih olimpijskih igrah leta 2008, kjer je osvojila naslov olimpijske prvakinje v štafeti 4x100 m. Na svetovnih prvenstvih je osvojila bronasto medaljo v štafeti 4x100 m leta 2007. 
Nastopila je tudi na zimskih olimpijskih igrah leta 2014 v bobu in osvojila šesto mesto v dvosedu.